# Фълтичени
Фълтичени (на румънски: Fălticeni, чете се по-близо до Фълтичен) е град в северната част на Румъния, в историческата област Молдова. Фълтичени е вторият по важност град в окръг Сучава.
Според последното преброяване на населението (2002 г.) Фълтичени има 28 899 жители.
Фълтичени е родно място на много румънски писатели и художници.

## Природни особености
Фълтичени се намира на границата между две исторически области – Молдова и Буковина, на около 120 км северозападно от Яш.
Близо до града се намират най-източните дялове на Карпатите, като той се намира в област с хълмист релеф. През него не минава река, но наблизо се намира езерото Сомуз.

## Население
Графика на движението на броя на населението на Фълтичени в периода 1912-2002:
По-голямата част от днешното население на Фълтичени са румънци, а от малцинствата има само цигани. До Втората световна война в града има значителен брой евреи.